# Kulszyce (przystanek kolejowy)
Kulszyce (biał. Кульшычы, ros. Кульшичи) – przystanek kolejowy w pobliżu miejscowości Kulszyce, w rejonie mostowskim, w obwodzie grodzieńskim, na Białorusi.